# Найзаможніші люди України 2002

## Версія журналу Wprost[1]
У жовтні 2002 року польський журнал Wprost вперше опублікуівав свій новий список найбагатших людей Центральної та Східної Європи, який складається журналом з 2002 року. Усього, за даними дослідження, у 2002 році у рейтинг увійшли 3 громадян України, із 26 що потрапили до списку.

### Цікаві факти
У 2002 році до рейтингу потрапили всього 3 українців.

### Рейтинг Wprost
| №  | Ім'я             | Сфера інтересів                 | Основні активи, держпосада                                                               | $ млн. у 2002 | Зміна у рейтингу |
| 6  | Ахметов Рінат    | металургія, диверсифіковано     | ФПГ СКМ, Нардеп від ПР                                                                   | 1 700         | -                |
| 10 | Пінчук Віктор    | металургія, диверсифіковано     | ФПГ EastOne                                                                              | 1 300         | -                |
| 18 | Медведчук Віктор | держуправління, диверсифіковано | Голова адміністрації президента, Перший Інвестиційний Банк, Банк Біґ-Енергія, Скайд Вест | 800           | -                |